# 欣頓冰川
80°3′S 157°10′E / 80.050°S 157.167°E
欣頓冰川（英語：Hinton Glacier）是南極洲的冰川，位於奧次地，處於不列顛嶺地區，流經福布斯嶺和達斯基嶺，最終注入哈瑟頓冰川，現時由南極條約體系管理。